# Massenbuch
Massenbuch ist ein Gemeindeteil der Stadt Gemünden am Main im unterfränkischen Landkreis Main-Spessart in Bayern. Im Zuge der Gebietsreform in Bayern wurde die bis dahin selbständige Gemeinde Massenbuch nach Gemünden eingemeindet.

## Geographie
Das Pfarrdorf liegt auf 327 m ü. NHN auf einem Bergsporn zwischen Maindreieck und Mainviereck südlich der Kernstadt. Durch den Ort führt eine Straße von Kleinwernfeld nach Wiesenfeld. Das Gebiet um das Dorf gehört geologisch zum Spessart und wird naturräumlich als Massenbucher Spessartvorland bezeichnet.